# 祁埰
祁埰，山西信阳人，清朝政治人物。
廪生出身。咸丰二年（1852年）至咸丰四年（1854年），擔任利川知县。